# Pierwiastnik
Pierwiastnik względem ustalonych liczb – wyrażenie algebraiczne zbudowane z tych liczb za pomocą czterech podstawowych działań arytmetycznych oraz pierwiastków stopni naturalnych.
Pierwiastnikiem względem liczb {\displaystyle x,y} oraz {\displaystyle \pi } jest np. {\displaystyle {\sqrt[{5}]{x+{\sqrt {\pi y+x}}}}.} Wyrażenie to można zatem zapisać z użyciem skończonej ilości znaków czterech działań arytmetycznych i działania pierwiastkowania.

## Definicja formalna

### Definicja (dla podciał ciała liczb zespolonych)
Liczbę zespoloną {\displaystyle z} można przedstawić za pomocą pierwiastników, jeśli istnieją liczby zespolone {\displaystyle z_{1},\dots ,z_{n}} oraz liczby naturalne {\displaystyle k_{1},\dots ,k_{n}} takie, że kładąc
{\displaystyle K_{0}=\mathbb {Q} } (ciało liczb wymiernych), {\displaystyle K_{i}=K_{i-1}(z_{i})} (rozszerzenie ciała {\displaystyle K_{i-1}} o element {\displaystyle z_{i}}) dla {\displaystyle i=1,\dots ,n}
będziemy mieli
- {\displaystyle z_{i}^{k_{i}}\in K_{i-1}} dla wszystkich {\displaystyle i=1,\dots ,n} oraz {\displaystyle z\in K_{n}.}

Liczbę {\displaystyle k=\max\{k_{1},\dots ,k_{n}\}} nazywa się stopniem powyższego przedstawienia.
Jeśli powyżej zastąpimy {\displaystyle \mathbb {Q} } przez pewne ciało {\displaystyle K\subseteq \mathbb {C} ,} to otrzymamy definicję przedstawialności liczby {\displaystyle z} w pierwiastnikach nad ciałem {\displaystyle K.} Jeśli {\displaystyle K=\mathbb {Q} (a_{1},\dots ,a_{m}),} to powiemy, że {\displaystyle z} jest przedstawialna w pierwiastnikach względem {\displaystyle a_{1},\dots ,a_{m}}.

### Definicja 2 (ogólniejsza)
Niech {\displaystyle K} będzie ciałem o charakterystyce 0. Element {\displaystyle a} jest pierwiastnikowy względem ciała {\displaystyle K} (albo element a wyraża się przez pierwiastniki względem ciała {\displaystyle K}), gdy istnieje ciąg ciał {\displaystyle K=K_{0}\subset K_{1}\subset \dots \subset K_{r}} oraz {\displaystyle a\in K_{r},} dla których zachodzi warunek:
- dla {\displaystyle i=1,2,\dots ,r} ciało {\displaystyle K_{i}} jest ciałem rozkładu wielomianu postaci {\displaystyle x^{n_{i}}-a_{i}\in K_{i-1}[x].}

Zbiór elementów pierwiastnikowych względem ciała {\displaystyle K} oznacza się zwykle przez {\displaystyle r(K)} i nazywa domknięciem pierwiastnikowym ciała {\displaystyle K}.
Jeśli {\displaystyle K} jest ciałem charakterystyki {\displaystyle p>0,} to powyższy warunek definicji zastępuje się następującym:
- dla {\displaystyle i=1,2,\dots ,r} ciało {\displaystyle K_{i}} jest ciałem rozkładu wielomianu postaci {\displaystyle x^{n_{i}}-a_{i}\in K_{i-1}[x],} gdzie {\displaystyle p\not \operatorname {|} n_{i},} albo wielomianu postaci {\displaystyle x^{p}-x-a_{i}\in K_{i-1}[x]}[3].

## Własności
- Zbiór {\displaystyle r(K)} jest ciałem[4].
- Każdy element pierwiastnikowy względem {\displaystyle r(K)} należy do {\displaystyle r(K)}[4].
- Jeśli {\displaystyle p,q\in \mathbb {Q} } oraz równanie

{\displaystyle z^{3}+pz+q=0}
nie ma pierwiastków wymiernych, to pierwiastki tego równania nie dają się przedstawić w pierwiastnikach kwadratowych.
- Jeżeli {\displaystyle p} i {\displaystyle q} są liczbami pierwszymi, to równanie {\displaystyle x^{p}-2qx-q=0} nie jest rozwiązalne w pierwiastnikach względem {\displaystyle \mathbb {Q} }[5].

## Znaczenie i użycie
Pojęcie pierwiastnika odegrało ważną rolę w badaniach (między innymi Abela i Galois) nad rozwiązalnością równań algebraicznych jednej zmiennej stopni wyższych niż 4. Badania te inspirowane były znanymi wzorami, wyrażającymi pierwiastki równań niskich stopni (wzory podane przez del Ferra i Tartaglię, a znane jako wzory Cardana dla równań stopnia trzeciego i wzory Ferrariego dla czwartego). Niestety, okazało się, że w ogólnym przypadku (to znaczy poza wyjątkowymi układami wartości współczynników równania) pierwiastki równań stopni piątego i wyższych nie wyrażają się przez pierwiastniki względem współczynników równania (twierdzenie Abela-Ruffiniego).
Pierwiastniki kwadratowe mają zastosowanie w geometrii. Punkt jest konstruowalny za pomocą cyrkla i linijki wtedy i tylko wtedy, gdy jest pierwiastnikiem kwadratowym nad pewnym rozszerzeniem ciała {\displaystyle \mathbb {Q} } (Wantzel). G. Mohr i L. Mascheroni udowodnili, że w twierdzeniu powyższym można ograniczyć się do cyrkla, a J. Steiner wykazał, że jeśli na płaszczyźnie dany jest okrąg wraz ze środkiem, można ograniczyć się do linijki.